# Aylesbury Vale
Pour les articles homonymes, voir Aylesbury.
Aylesbury Vale  ou Vale of Aylesbury est un ancien district du Buckinghamshire, Angleterre. Il était administré par le Aylesbury Vale District Council à Aylesbury. Il est créé le 1er avril 1974 et disparaît le 1er avril 2020, lorsqu'une réforme de l'administration locale du Buckinghamshire dissout les anciens districts du comté.

## Liste des localités
Les villes et paroisses civiles qui constituaient le district sont :
- Addington, Adstock, Akeley, Ashendon, Aston Abbotts, Aston Clinton, Aston Sandford, Aylesbury
- Barton Hartshorn, Hartshorn, Beachampton, Biddlesden, Bierton with Broughton, Boarstall, Brill (Buckinghamshire), Buckingham, Buckland (Buckinghamshire)
- Charndon, Chearsley, Cheddington, Chetwode, Chilton (Buckinghamshire), Coldharbour, Creslow, Cublington, Cuddington
- Dinton-with-Ford and Upton, Dorton, Drayton Beauchamp, Drayton Parslow, Dunton
- East Claydon, Edgcott, Ellesborough
- Fleet Marston, Foscott
- Gawcott with Lenborough, Granborough, Great Brickhill, Great Horwood, Grendon Underwood
- Haddenham, Halton, Hardwick, Hillesden, Hoggeston, Hogshaw, Hulcott
- Ickford, Ivinghoe
- Kingsey, Kingswood
- Leckhampstead, Lillingstone Dayrell with Luffield Abbey, Lillingstone Lovell, Little Horwood, Long Crendon, Lower Winchendon, Ludgershall
- Maids Moreton, Marsh Gibbon, Marsworth, Mentmore, Middle Claydon, Mursley
- Nash, Newton Longville, North Marston
- Oakley, Oving
- Padbury, Pitchcott, Pitstone, Poundon, Preston Bissett
- Quainton, Quarrendon
- Radclive-cum-Chackmore
- Shabbington, Shalstone, Slapton, Soulbury, Steeple Claydon, Stewkley, Stoke Hammond, Stoke Mandeville, Stone with Bishopstone and Hartwell, Stowe, Swanbourne
- Thornborough, Thornton, Tingewick, Turweston, Twyford
- Upper Winchendon
- Waddesdon, Water Stratford, Watermead, Weedon, Wendover, Westbury, Westcott, Weston Turville, Whaddon, Whitchurch, Wing, Wingrave with Rowsham, Winslow, Woodham, Worminghall, Wotton Underwood